# Казе Брентазека (Венеција)
Казе Брентазека (итал. Case Brentasecca) је насеље у Италији у округу Венеција, региону Венето.
Према процени из 2011. у насељу је живело 131 становника. Насеље се налази на надморској висини од -1 м.